# Maxi Racer
Maxi Racer, även kallad Maxi 80 Racer, är en båt ritad av Pelle Pettersson i slutet av 1970-talet. Den tillverkades fram till i mitten av 1980-talet.
Maxi Racern är vanligast förekommande i Sverige och då på västkusten. Det finns även några exemplar i de andra nordiska länderna (Norge, Danmark och Finland). Enstaka exemplar går även att finna i andra delar av världen som bland annat i Singapore.
Maxi Racer är en strikt entypsklass. Även om båten till största delen är lämpad för kappsegling så går det alldeles utmärkt att semestersegla med den också. Båten har 6 kojer med dynor i salong, förpik och stickkojer och har goda segelegenskaper i hårdare väder. 2007 gick klassens sista SM av stapeln. Tävlingarna genomfördes i samband med Marstrandsregattan på västkusten. David Selvert med besättningen på båten Eldvatten segrade i detta sista SM. Maxi Racer har 7/8-dels rigg från Seldén i Sverige och är uppbyggd i divinycell vilket ger en lätt, styv och kondensfri båt. Byggkvaliteten är konsekvent mellan exemplaren då det inte såldes några halvfabrikat av modellen.
Båtens klassförbund är Svenska Maxi Racerförbundet.
Klassen är fortfarande aktiv men idag (2016) inriktar man sig på mestadels på så kallad shorthanded-segling, tävling med endast två personer i besättningen.